# Hanna Krallová
Hanna Krallová, občanským jménem Hanna Krall-Szperkowicz (* 20. května 1935 Varšava), je polská novinářka a spisovatelka.

## Život a dílo
Pochází ze židovské rodiny a během druhé světové války ztratila řadu příbuzných včetně otce. Sama holokaust přežila díky tomu, že ji ukryli Poláci. Jako novinářka začala pracovat roku 1955 v redakci Życie Warszawy, od roku 1966 pak působila v týdeníku Polityka. Později byla činná i v novinách Gazeta Wyborcza. Uveřejnila řadu knih reportáží i beletrie a je nositelkou mnoha polských i zahraničních ocenění.

### České překlady
- Důkazy pro... (orig. 'Dowody na istnienie', 1995). 1. vyd. Misgurnus, 2011. 160 S. Překlad: Pavla Foglová
- To ty jsi Daniel (orig. 'To ty jesteś Daniel '). 1. vyd. H+H, 2006. 72 S. Překlad: Jana Šípková
- Stihnout to před Pánem Bohem (orig. 'Zdążyć przed Panem Bogiem', 1977). 1. vyd. NLN, 1999. 108 S. Překlad: Pavla Foglová Kniha je věnovaná povstání ve varšavském ghettu a Marku Edelmanovi, jednomu z jeho velitelů.
- Tanec na cizí veselce (orig. 'Taniec na cudzym weselu', 1993). 1. vyd. NLN, 1997. 232 S. Překlad: Pavla Foglová